# Vestingwerken van Roermond

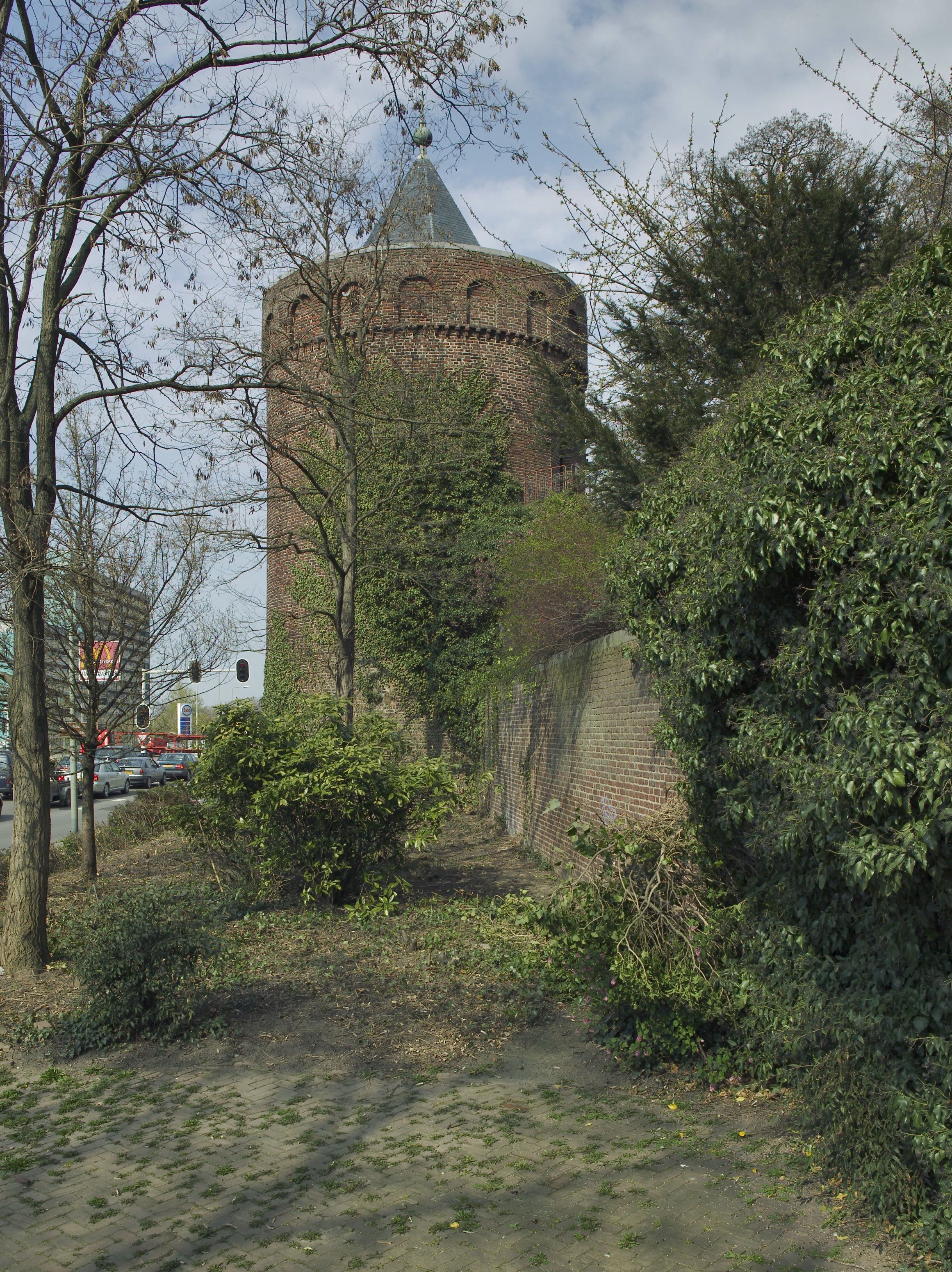
Rattentoren

De vestingwerken van Roermond omvatten de verschillende fasen van de ommuring van Roermond.

## Geschiedenis
De eerste ommuring ontstond omstreeks 1232, toen Roermond stadsrechten had verkregen.
De tweede, ruimere, ommuring ontstond in de 14e eeuw. Er waren 20 muurtorens en 10 stadspoorten in deze ommuring opgenomen. De stadspoorten waren, respectievelijk, Kraanpoort; Zwartbroekpoort of Kapellerpoort; Brugpoort; Ezelspoort; Koolpoort; Molenpoort; Venlose Poort of Moerkenspoort; Nielderpoort of Veldpoort; Sint Janspoort en Spuelpoort.
Tussen 1388 en 1400 werd de noordoostelijke hoek van de ommuring, inclusief de Cattentoren, aangelegd. De bebouwing buiten de ommuring werd, met het oog op een dreigende belegering, gesloopt. Hieronder viel ook de voorloper van de huidige Sint-Christoffelkerk.
Van 1552-1555 werd een aarden wal aan de binnenzijde van de muur aangebracht, om deze beter bestand tegen kanonvuur te maken. Van 1632-1637 was de stad in handen van Frederik Hendrik. Deze legde nog enkele bastions aan. In 1783 werd begonnen met de sloop van de ommuring. Van 1819-1843 werd de stadsmuur inclusief de torens en poorten geheel afgebroken. Alleen de Rattentoren en de Cattentoren bleven over. Ook op achterterreinen van huizen aan de Swalmerstraat zijn nog enkele muurresten bewaard gebleven.
Het voormalige tracé is herkenbaar aan de huidige singels: Wilhelminasingel, Godsweerdersingel, Willem II-singel en Minderbroederssingel.
Alkmaar · Amsterdam · Borculo · Bredevoort · Coevorden · Enschede · Haarlem · Hattem · 's-Hertogenbosch · Huissen · Klundert · Lochem · Maastricht · Montfoort · Naarden · Ommen · Ootmarsum · Rhenen · Roermond · Rijssen 
· Sittard · Sneek · Steenbergen · Terborg · Valkenburg · Zaltbommel · Zwolle